# Пак Тончі
Пак Тончі (кор. 朴敦之, 박돈지; 1360–1438) — корейський державний діяч, дипломат династії Чосон. Посол вана Тхеджо до Японії. Займався вирішенням проблеми японських піратів.